# Wiśniewo (województwo zachodniopomorskie)
Wiśniewo (niem. Kirschberg) – kolonia w Polsce położona w województwie zachodniopomorskim, w powiecie choszczeńskim, w gminie Drawno. W latach 1975–1998 miejscowość administracyjnie należała do województwa gorzowskiego. W roku 2007 kolonia liczyła 11 mieszkańców. Kolonia wchodzi w skład sołectwa Drawno. 

## Geografia
Kolonia leży ok. 1,5 km na wschód od Drawna, przy drodze wojewódzkiej nr 175, w pobliżu byłej linii kolejowej nr 410.